# Xã Greenville, Quận Bureau, Illinois
Xã Greenville (tiếng Anh: Greenville Township) là một xã thuộc quận Bureau, tiểu bang Illinois, Hoa Kỳ. Năm 2010, dân số của xã này là 366 người.